# Вазописці-піонери

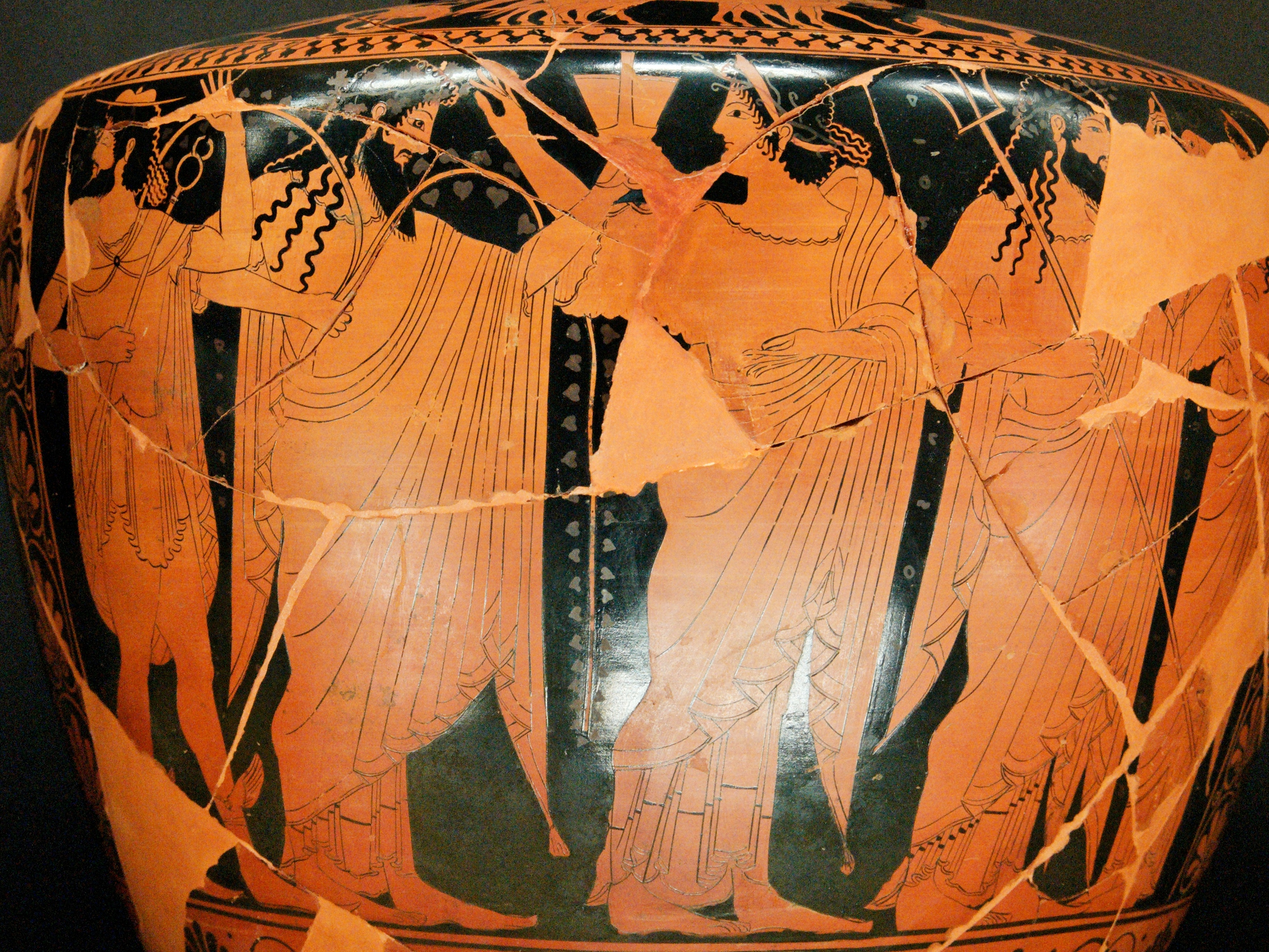
Гермес, Діоніс, Аріадна та Посейдон, аттична гідрія, Вазописці-піонери, Етрурія

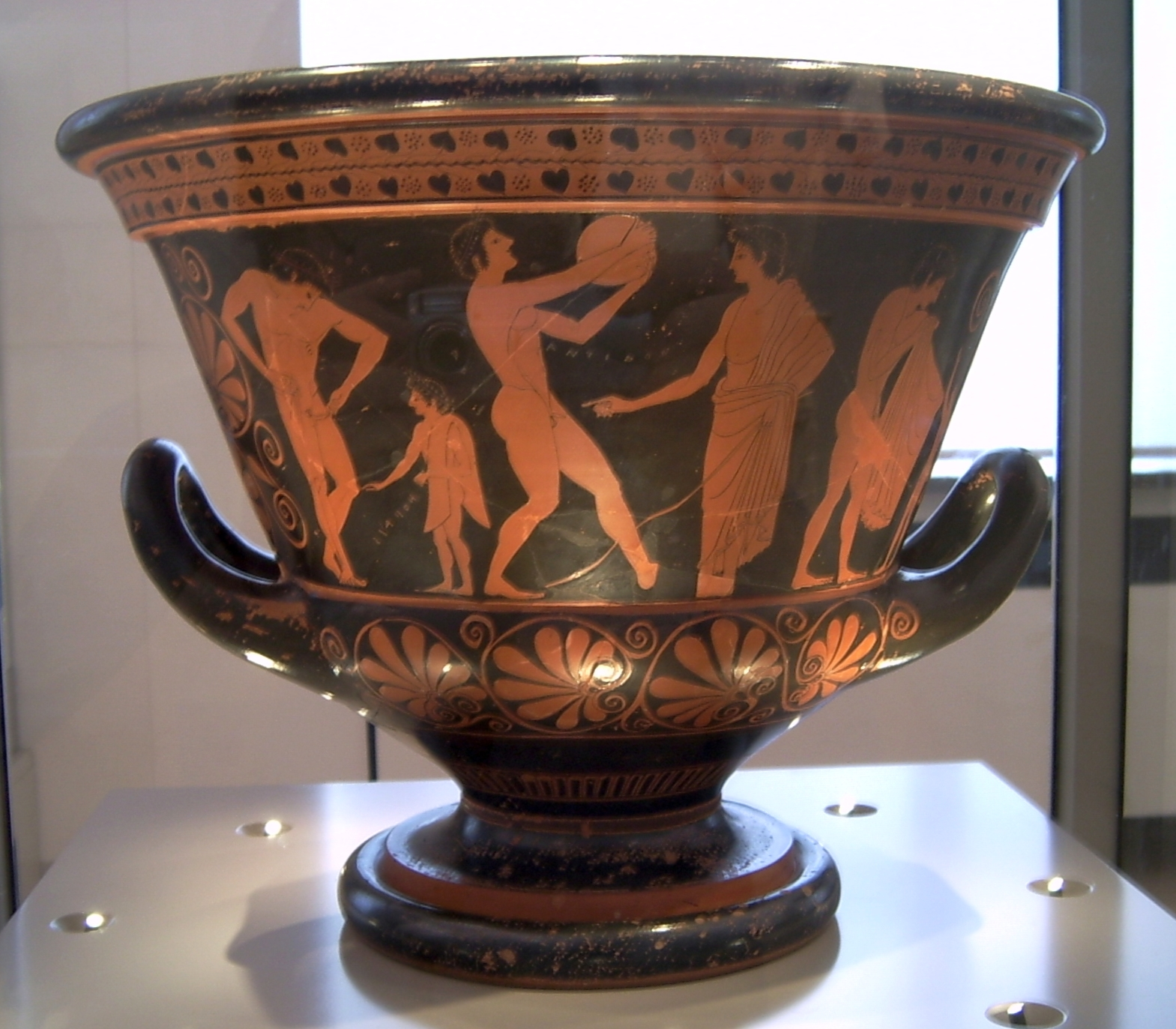
Кілікс-кратер із зображенням атлета при підготовці до змагань в палестрі. Приписується вазописцю Ефронію. Близько 510- 500 до н. е. Античне зібрання. Берлін

Вазописці-піонери — узагальнююча назва групи вазописців червонофігурної кераміки, які працювали в кварталі Керамікос або кварталі гончарів Афін на початку V століття до н.е., схарактеризовані Джоном Бордманом як перший свідомий мистецький рух у західній традиції.
До групи вазописців-піонерів входили художники Ефроній, Евфімід, Смікрос, Гіпсій, Вазописець Дікеоса та Фінтій. Першим дослідником, який встановив мистецьку узгодженість цих вазописців був британський археолог Джон Бізлі, хоча не існує жодних документальних свідчень діяльності цієї групи; все відоме нам про вазописців-піонерів засноване на їх збережених роботах.
Вазописці-піонери не були новаторами червонофігурної техніки, але досить пізно прийняли практику, розроблену такими вазописцями білінгви, як Андокід і Псіакс. Приблизно через 10 років по тому була створена перша робота Ефронія, близько 520 до н. е. У своїй роботах група вазописців-піонерів часто робить посилання один на одного, досить часто у грайливо-змагальному дусі. Зокрема вазописець Евфімід на одній зі своїх ваз робить напис, що перекладається з давньогрецької — «як ніколи Ефроній» (Мюнхен 2307). Їх робота відрізняється простим зображенням одягу, сміливою обробкою анатомії, експериментальним використанням ракурсу та тематичним тяжіння до зображення сцен сімпосіїв.